# Граса Мораіш
Марія да Граса Пінту де Алмейда Мораіш (порт. Maria da Graça Pinto de Almeida Morais народ. 17 березня 1948 (77 років)) — португальська художниця .

## Життєпис
Граса Мораіш народилася 17 березня 1948 року у місті Вієйру провінції Траз-уж-Монтіш .
Вивчала живопис у Вищій школі образотворчих мистецтв міста Порту, яку закінчила в 1971 році .
У 1997 році створила панно «Обличчя світу» у традиційній португальській техніці азулєжу для оформлення східного вестибюля станції «Білоруська» Кільцевої лінії Московського метрополітену. Ця робота стала подарунком муніципалітету Лісабона Москві на 850-річчя. У тому ж році з рук президента Португалії Жорже Сампаю отримала орден Інфанта дона Енріке .
У 2013 році отримала Головну премію Національної академії витончених мистецтв Португалії (порт. Grande Prémio Aquisição .
На даний час проживає в Лісабоні, продовжує займатися творчою діяльністю.
Роботи Граси Мораіш знаходяться в колекціях таких установ культури, як Фонд Галуста Гюльбенкяна, Музей сучасного мистецтва Сан-Паулу, Фонд Серралвеш та інші.

## Галерея

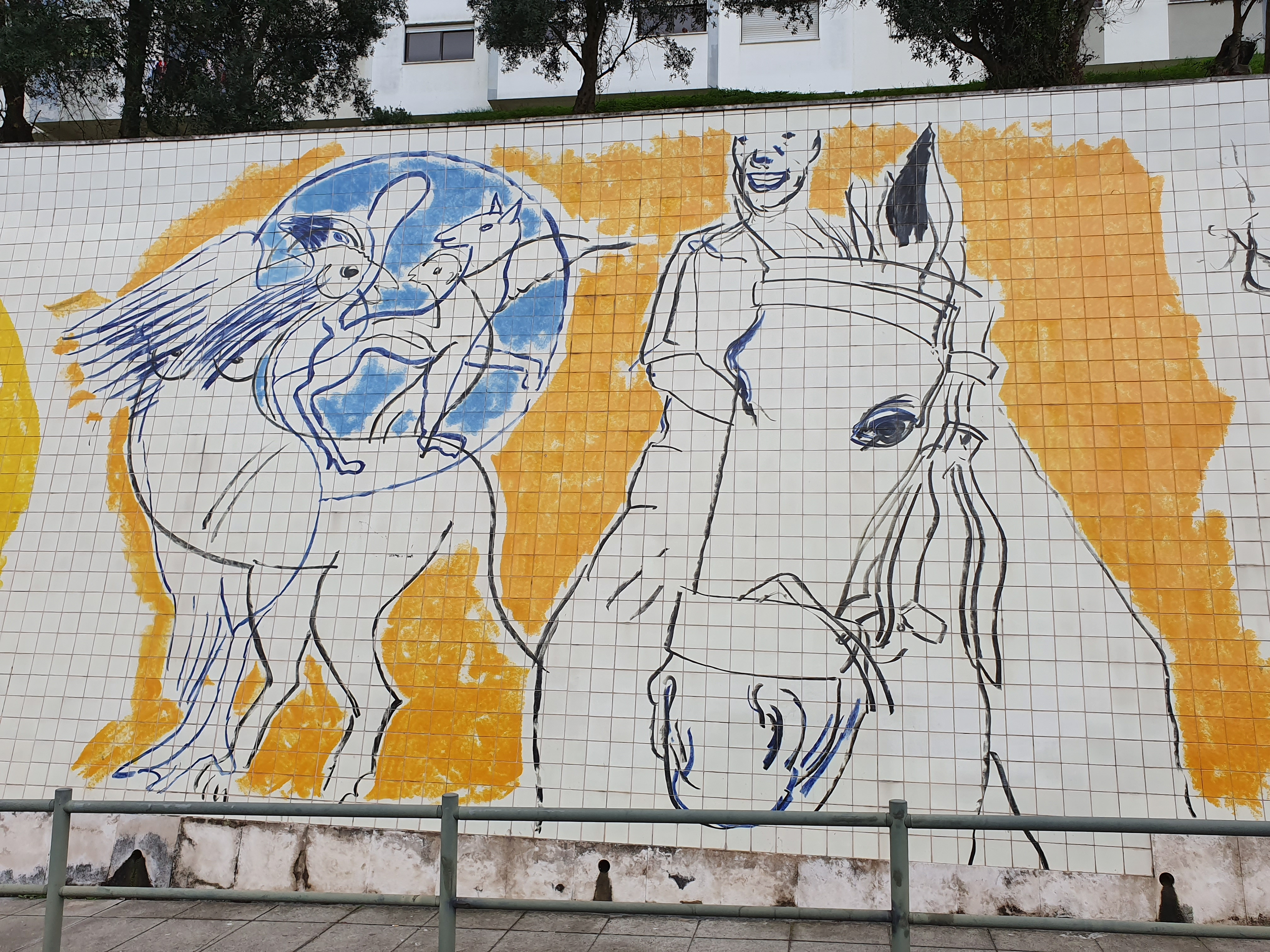
Азулєжу в Ріу-де-Мору декороване Грасою Мораіш